# Paul-Pierre-Marie-Joseph Pinier
Paul-Pierre-Marie-Joseph Pinier (* 20. Oktober 1899 in Chanzeaux; † 9. April 1992 in Beaupréau) war ein französischer Geistlicher und römisch-katholischer Bischof von Constantine.

## Leben
Pinier empfing am 22. Juli 1922 die Priesterweihe.
Am 13. Dezember 1947 wurde er zum Weihbischof in Algier und Titularbischof von Prusias ad Hypium ernannt. Die Bischofsweihe spendete ihm am 6. März des darauffolgenden Jahres der Bischof von Angers, Jean-Camille Costes, Mitkonsekratoren waren Auguste Cesbron, Bischof von Annecy und Pierre Auguste Marie Joseph Douillard, Bischof von Soissons.
Am 27. März 1954 wurde er zum Bischof von Constantine ernannt. Mit seiner Emeritierung am 31. Januar 1970 wurde er zum Titularbischof von Saetabis ernannt.